# Фолка
Във фантастичната Средна земя на фентъзи-писателя Джон Роналд Руел Толкин Фолка (на английски: Folca) е тринадесетия по ред крал на Рохан.
Фолка е син на Валда и става крал, след като баща му бива убит от орк през 2851 г. от Третата епоха на Средната земя. Той отмъстява за смъртта на баща си като организира мащабен лов на орки. По този начин тоя излавя и избива всички орки, които са останали на територията на Рохан. Фолка сам участва в лова и именно тогава получава своя прякор – Ловецът, заради своите ловни умения.
Фолка е убит от глиган, след като управлява Рохан в продължение на тринадесет години. По време на лов той получава смъртоносна рана и впоследствие умира мъчително. Той е наследен от синът си Фолквине през 2864 г. Т.Е.